# Stuff by Hilary Duff
Stuff by Hilary Duff foi uma linha de roupa lançada pela atriz e cantora Hilary Duff em março de 2004. A coleção foi distribuída pela Target nos Estados Unidos, Kmart na Austrália, Zellers no Canadá e Edgars Stores na África do Sul.
Inicialmente começou como uma linha de roupas, sendo que, mais tarde, a empresa expandiu seus negócios em móveis, perfumes e joias. Os produtos eram voltados para o público jovem. Em 2007, o site Stardoll.com mostrou o prévio da linha de roupas de Duff através de bonecas de papel que poderiam ser vestidas com as peças da coleção.
A revista People informou que a linha faturou $5 milhões no seu primeiro ano. Duff comentou: "A minha própria linha de roupa reflete o meu estilo pessoal e o que aprecio. Como uma designer, eu viajo por todo mundo – de London para Japão, Nova Iorque para Los Angeles – para ter certeza que minhas ideias de design estão em sintonia".
A linha foi relançada em 2006 com a primeira fragrância de Duff, "With Love... Hilary Duff".
Em novembro de 2008, em entrevista a revista Fashion Rules, Duff confirmou que a sua linha de roupas tinha sido oficialmente cancelada. Ela também mencionou que queria desenvolver roupas para garotas da sua idade e que poderia anunciar uma nova linha de roupa no futuro. Em 2009, anunciou a sua nova linha de roupas "Femme for DKNY".